# Карабазька гребля
Карабазька гребля — гідротехнічна споруда в Узбекистані.
З північного схилу Яккабазького хребта стікає річка Яккабагдар'я, що після виходу на рівнину в межі Шахрисабзької оази розділяється на два русла (в пункті біфуркації працює Яккабазький гідровузол). Ліве з них має назву Карабагдар'я та прямує в західному напрямку уздовж Яккабазького хребта, приймаючи з нього додаткові притоки. У 1973-му на Карабагдар'ї спорудили селесховище з об'ємом 4 млн м3, яке, окрім захисту від селей, давало змогу збирати певні обсяги води для зрошення. Втім, вже невдовзі почалось його розширення, так що наразі датою завершення об'єкту вважається 1977 рік.
У межах проєкту звели земляну греблю висотою до 29 метрів та довжиною 400 метрів, яка потребувала 1,7 млн м3 матеріалу. Вона утримує водосховище з площею поверхні 0,8 км2 та об'ємом 7,5 млн м3, з яких 7,1 млн м3 належать до корисного.
Можливо відзначити, що після Карабазької греблі Карабагдар'я тече далі на захід та в підсумку впадає ліворуч до Кашкадар'ї, проте також може поповнювати через канали Камашинське водосховище.